# Crepidomanes campanulatum
Crepidomanes campanulatum är en hinnbräkenväxtart som först beskrevs av William Roxburgh och som fick sitt nu gällande namn av Gopinath Panigrahi och Sarnam Singh.
Crepidomanes campanulatum ingår i släktet Crepidomanes och familjen Hymenophyllaceae. Inga underarter finns listade i Catalogue of Life.